# Triton (Schlüsselnetz)

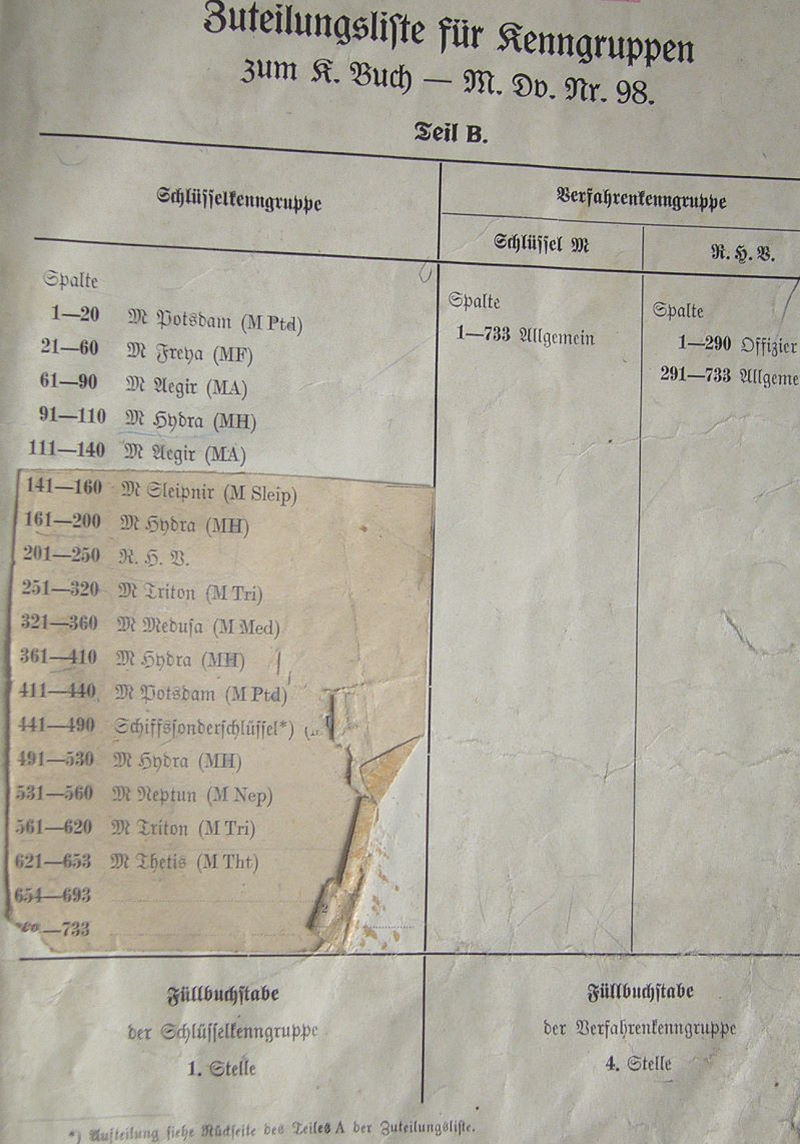
Triton in der Zuteilungsliste für Schlüsselkenngruppen.

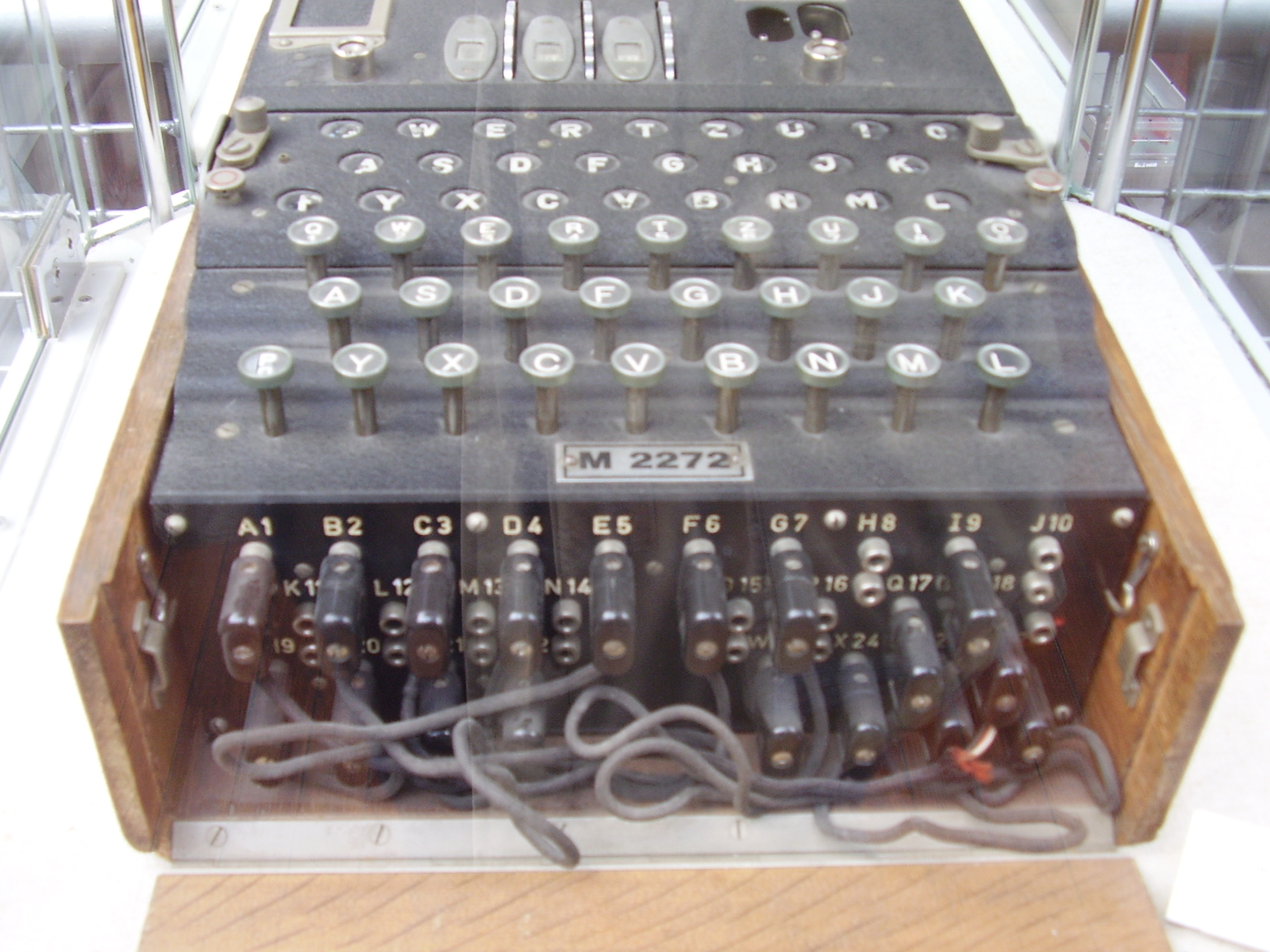
Im Jahr 1941 wurde noch die M3 (mit drei Walzen) im Schlüsselnetz Triton eingesetzt

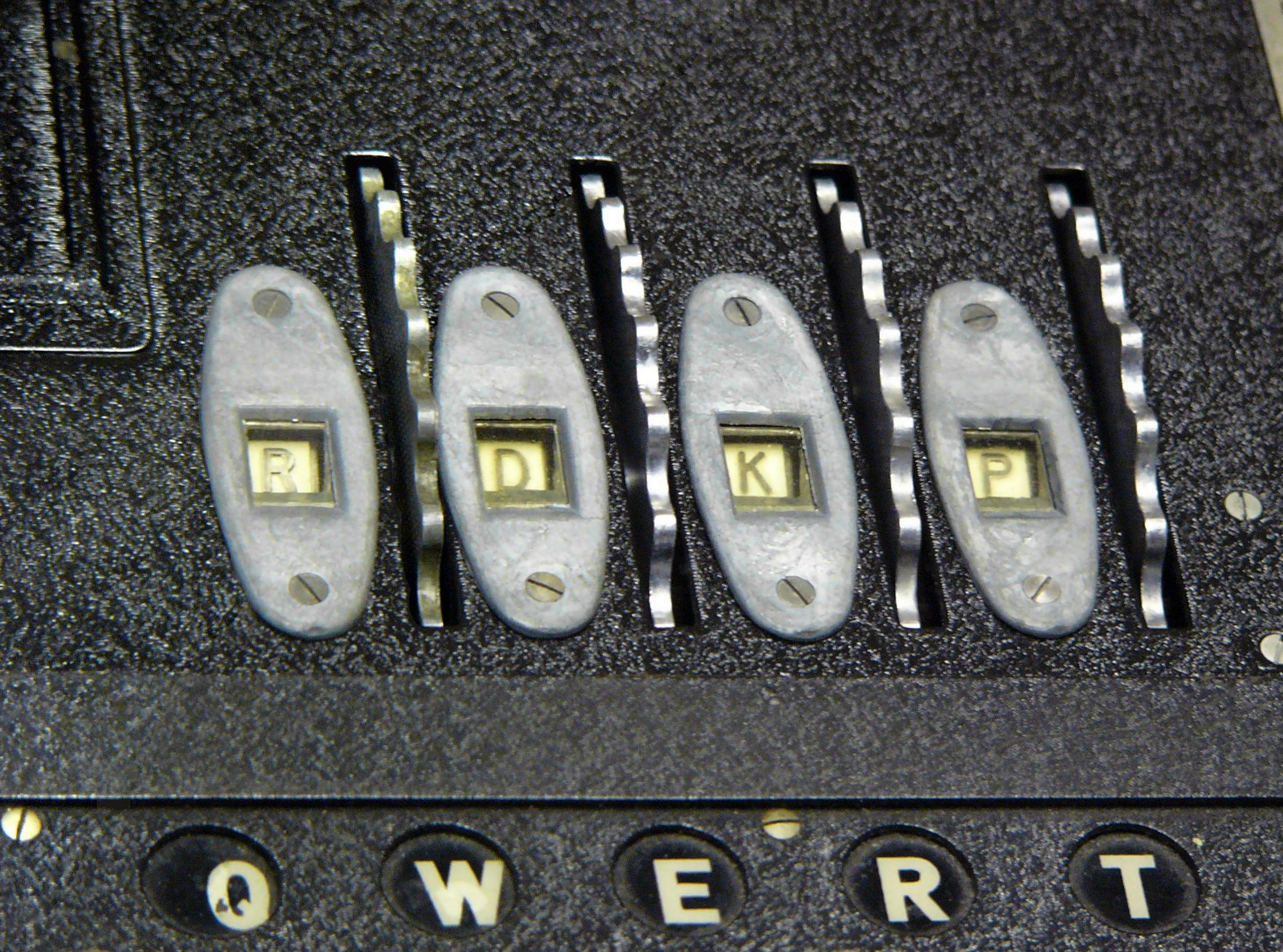
Die hinter dem linken Walzenfenster der M4 befindliche „Griechenwalze“ erweiterte den Walzensatz von drei auf vier Walzen.

Triton (kurz: M Tri) war im Zweiten Weltkrieg der deutsche Deckname eines besonders wichtigen Funkschlüsselnetzes der deutschen Kriegsmarine. Die britische Tarnbezeichnung dafür war Shark (deutsch „Hai“). Eingesetzt wurde es zur geheimen Kommunikation des Befehlshabers der U-Boote (BdU) mit den im Atlantik auf alliierte Geleitzüge operierenden U-Booten.

## Geschichte
Eingeführt wurde Triton am 5. Oktober 1941 als neues separates Schlüsselnetz für die Atlantik-U-Boote. Namenspatron war der Meeresgott Triton (altgriechisch Τρίτων Trítōn) aus der griechischen Mythologie.
Auslöser für die Einführung waren Sicherheitsbedenken des BdU, der stets in Sorge war, der Gegner könne in „seinen“ kriegswichtigen Funkverkehr zu den U-Booten „einbrechen“. Wie man heute weiß, fürchtete er dies völlig zu Recht. Durch Schaffung eines separaten Schlüsselnetzes, ausschließlich für den kriegswichtigen Funkverkehr zu den U-Booten im Atlantik, sollte solch ein Einbruch verhindert werden.
Ende 1941 wurde bei der Kriegsmarine, insbesondere auch bei den U-Booten, die Enigma-M3 verwendet. Diese entsprach im Wesentlichen der von der deutschen Wehrmacht bei Heer und Luftwaffe generell eingesetzten Enigma I. Einziger wesentlicher Unterschied war, dass bei der M3 außer den bei der Enigma I zur Auswahl stehenden fünf Walzen, die mit römischen Zahlen (I, II, III, IV und V) durchnummeriert waren, noch drei weitere Walzen (VI, VII und VIII) zusätzlich verfügbar waren. Aus dem so erweiterten Walzensortiment wurden – vorgeschrieben durch eine streng geheime Schlüsseltafel – drei unterschiedliche Walzen ausgewählt und in die Enigma eingesetzt. Während bei Heer und Luftwaffe somit 5·4·3 oder 60 Walzenlagen möglich waren, zeichnete sich die M3 der Kriegsmarine durch eine deutlich erhöhte kombinatorische Komplexität von 8·7·6 oder 336 möglichen Walzenlagen aus. Dies erschwerte die unbefugte Entzifferung und schützte Triton. Verborgen blieb dem BdU allerdings, dass dies nur knapp einen Monat lang, bis Ende Oktober, der Fall war. Bereits ab November 1941 konnte Shark vom britischen Geheimdienst „mitgelesen“ werden.
Dies änderte sich jedoch schlagartig, als am 1. Februar 1942 im Schlüsselnetz Triton die M3 (mit drei Walzen) durch die neue Enigma-M4 (mit vier Walzen) abgelöst wurde. Neben den acht verfügbaren Walzen der M3, von denen drei eingesetzt wurden, gab es bei der M4 eine neue Walze, die sich stets ganz links im Walzensatz befand, und ihn von drei auf vier Walzen vergrößerte. Die neue Walze war aus Platzgründen schmaler als die anderen konstruiert und wurde mit dem griechischen Buchstaben „β“ (Beta) gekennzeichnet. Die U-Boot-Fahrer nannten sie die „Griechenwalze“. Diese Walze konnte zwar manuell jeweils in eine von 26 Drehstellungen gedreht werden, rotierte im Gegensatz zu den Walzen I bis VIII während des Verschlüsselungsvorgangs jedoch nicht weiter. Dennoch wurde durch diese Maßnahme die kryptographische Stärke der Enigma wesentlich verbessert.
Als Folge konnte Triton von den Kryptoanalytikern im englischen Bletchley Park (B.P.), der etwa 70 km nördlich von London gelegenen zentralen kryptanalytischen Dienststelle, zehn Monate lang nicht mehr entziffert werden. Dieser für die Briten schmerzliche Black-out war eine Phase, in der die deutsche U-Boot-Waffe erneut große Erfolge verbuchen konnte. Die U-Boot-Fahrer nannten sie ihre „zweite glückliche Zeit“.
Dies änderte sich erst, nachdem am 30. Oktober 1942 der Zerstörer Petard im östlichen Mittelmeer, etwa 140 km nördlich Port Said (Lage) U 559 aufbrachte. Drei britischen Seeleuten, Tony Fasson (1913–1942), Colin Grazier (1920–1942) und Tommy Brown (1926–1945), gelang es, das U-Boot zu entern und streng geheime Codebücher, wie Kurzsignalheft und Wetterkurzschlüssel, zu erbeuten. Das Geheimmaterial wurde nach Bletchley Park geschafft und half den Codebreakers dort ganz wesentlich dabei, das Schlüsselnetz Triton zu brechen. Ab dem 12. Dezember 1942 konnten sie die deutschen U-Boot-Funksprüche wieder mitlesen. Daran änderte sich auch nichts, als die Kriegsmarine am 1. Juli 1943 eine alternative Griechenwalze „γ“ (Gamma) einführte, die anstelle der „β“ eingesetzt werden konnte.
So konnten die für das Vereinigte Königreich kriegswichtigen Konvois um die deutschen U-Boot-Rudel herumgeleitet und die britische Bevölkerung und Kriegswirtschaft mit Lebensmitteln und Produktionsgütern versorgt werden.

## Chronologie
Im Folgenden sind einige wichtige Zeitpunkte zur Geschichte des Schlüsselnetzes aufgelistet:
| 5. Okt. 1941  |  | Einführung von Triton (zunächst noch mit der M3)                      |
| 1. Feb. 1942  |  | Indienststellung der M4 (zunächst nur Griechenwalze β)                |
| 30. Okt. 1942 |  | HMS Petard erbeutet zweite Ausgabe des Wetterkurzschlüssels von U 559 |
| 12. Dez. 1942 |  | B.P. gelingt der Einbruch in Triton                                   |
| 10. März 1943 |  | Dritte Ausgabe des Wetterkurzschlüssels                               |
| 1. Juli 1943  |  | Einführung der Griechenwalze γ                                        |

Diagramm: Der Bruch des Schlüssels M (nach Ralph Erskine)
```
Jahr J F M A M J J A S O N D

1939
                 o o o o

1940
 o o o o o o o o o o o o

1941
 o o o o # # # # # o # #

1942
 # o o o o o o o o o o #

1943
 # # o # # # # # # # # #

1944
 # # # # # # # # # # # #

1945
 # # # # #
o Keine Entzifferung möglich
# Entzifferung gelingt
```

Auffällig sind die drei Lücken (o) in der Entzifferungsfähigkeit der Alliierten. Die Gründe dafür sind: Im Oktober 1941 wurde das Schlüsselnetz Triton nur für die U-Boote (zunächst noch mit der M3) gebildet. Im Februar 1942 wurde die M4 eingeführt, die erst zehn Monate später im Dezember überwunden werden konnte. Im März 1943 gab es eine neue Ausgabe des Wetterkurzschlüssels. Ab September 1943 wurden die Triton-Funksprüche in der Regel innerhalb von 24 Stunden gebrochen.
Im Gegensatz dazu wurde das für die schweren deutschen Überwasserstreitkräfte eingeführte Schlüsselnetz Neptun niemals gebrochen.

## Funkspruch
Der folgende authentische Shark-Funkspruch wurde im März 1945 vom britischen Y Service abgefangen und aufgezeichnet.
```
SHARK SIGNAL 6 MAR 45: 1414/6/36   90
```

```
CXSO UNVZ NEWM ESUC IIFP RLEE TPNZ LPYJ WDKL LDUJ
URJL BUKF WNKR SPEN ZUPZ LWJF GCHH JMEL KFKP WCMD
RGAF UMZE VOEN UUQG TXIP ZQKP SRAM CEWJ NIFR SCXX
NRCQ TYAB YRDT IRZF VJIJ JGHU GKJU TPPY POFN LLJI
QCOE DQAM EKSY ZSWZ ZJGF ERGG LJTL AWUP HBST LIUP
GJTO BBYC NTST KPBU ESSK EYDR ZDSA DABE TWRU KDHC
ZPQL ZCXM YVIV WBBO HVJB KTZW MUTK YJJQ ZVFC EDGH
SQWE ODAO HOBT ESCL AARE EAKH SSQN IPCI XHJW GCWL
WFTZ ZDGP KIXE PATD AXEY JDFG SDUN FUKR CXSO UNVZ
```